# 青點鯒
青點鯒，又稱青點牛尾魚，為輻鰭魚綱鮋形目牛尾魚亞目牛尾魚科的其中一種，分布於西南太平洋區，澳洲及豪勳爵島海域，屬底棲性魚類，棲息深度40-100公尺，體長可達45公分，生活在大陸棚、內灣、河口區，屬肉食性，生活習性不明。

## 擴展閱讀
維基物種上的相關：青點鯒